# Cap del Tossal
El Cap del Tossal és una muntanya de 1.354 metres que es troba al municipi de Guardiola de Berguedà, a la comarca catalana del Berguedà.
Situada a l'extrem de la serra de Gisclareny a la confluència del riu Llobregat i riu de Saldes.
El cim és límit del parc natural Cadí-Moixeró.
Accessible amb vehicle fins al mateix cim, hi han instal·lades diferents antenes de telecomunicacions, on hi arriba també xarxa elèctrica.